# Чжан Ин (фигуристка)
Чжан Ин (кит. упр. 张颖, пиньинь Zhāng Yǐng; род. 17 августа 1997, Цицикар, КНР) — китайская фигуристка, выступавшая в одиночном катании. Вице-чемпионка Китая (2012), бронзовый призёр чемпионата Китая (2011).

## Карьера
Чжан Ин родилась 17 августа 1997 года в Цицикаре провинции Хэйлунцзян. Встала на коньки в возрасте четырёх лет.
Соревнуясь на китайских национальных чемпионатах, лучшим результатом Чжан стало «серебро» на чемпионате Китая 2012, на котором она уступила лишь Ли Цзыцзюнь. В ноябре 2012 года стартовала на китайском этапе серии Гран-при, проходившем на льду Шанхайского спортивного центра «Восток». В начале короткой программы упала на каскаде, но выполнила все оставшиеся элементы, включая сольные тройной сальхов и двойной аксель. Ошибка не позволила китаянке подняться выше девятого места. По результатам произвольной программы, в которой выполнила все три вращения на максимальный четвёртый уровень, она поднялась на одну строчку в турнирной таблице, расположившись на восьмом итоговом месте.
Начиная с 2014 года работает тренером по фигурному катанию.

## Спортивные достижения
| Соревнования                 | 09/10         | 10/11         | 11/12         | 12/13         |
| Международные                | Международные | Международные | Международные | Международные |
| ---------------------------- | ------------- | ------------- | ------------- | ------------- |
| Этапы Гран-при: Cup of China |               |               |               | 8             |
| Национальные                 |               |               |               |               |
| Чемпионаты Китая             | 5             | 3             | 2             | 11            |